# Котова, Елена Владимировна
Елена Владимировна Котова (18 июня 1948, Москва) — бывшая фигуристка из СССР, бронзовый призёр чемпионатов СССР 1971 и 1972 годов в женском одиночном катании.
Фигурным катанием Елена Котова начала заниматься в 9 лет. Представляла московский «Спартак». Мастер спорта СССР. Окончила ГЦОЛИФК в 1972 году. Работала тренером.

## Спортивные достижения
| Соревнования/Сезоны              | 1967—1968 | 1968—1969 | 1969—1970 | 1970—1971 | 1971—1972 |
| -------------------------------- | --------- | --------- | --------- | --------- | --------- |
| Чемпионаты СССР                  | 4         | 4         | 4         | 3         | 3         |
| Приз газеты «Московские новости» |           |           | 6         |           | 2         |